# Dysstroma krassnojarscensis
Dysstroma krassnojarscensis là một loài bướm đêm trong họ Geometridae.